# فيليبي ميجيولارو
فيليبي ميجيولارو (مواليد 8 فبراير 1999) هو لاعب كرة قدم برازيلي يلعب كحارس مرمى في نادي غريميو بورتو أليغرينزي.

## روابط خارجية
- فيليبي ميجيولارو على موقع رابطة كرة القدم اليابانية للمحترفين (اليابانية)
- فيليبي ميجيولارو على موقع الدوري الأمريكي (الإنجليزية)
- فيليبي ميجيولارو على موقع قاعدة بيانات كرة القدم.إي يو (الإنجليزية)
- فيليبي ميجيولارو على موقع Soccerway.com (الإنجليزية)
- فيليبي ميجيولارو على موقع عالم كرة القدم.نت (الإنجليزية)